# 蔡尚君
蔡尚君（1967年—），男，北京人，中國導演及編劇，憑電影《人山人海》奪得第68屆威尼斯影展最佳導演银狮奖。

## 生平
蔡尚君生於北京，畢業於中央戲劇學院戲劇文學系，大學時代主要投身話劇活動。
1992年從中央戲劇學院畢業後，蔡尚君花了兩年時間拍攝紀錄片。
蔡尚君其後轉任編劇，主要與同級同學及導演張揚合作，作品有1997年的《愛情麻辣燙》及1999年的《洗澡》等。

### 轉任導演
2007年，蔡尚君首執導演筒。其處女作《紅色康拜因》於當年的釜山國際電影節奪得國際影評人協會（費比西）大獎。 2008年，蔡尚君再憑此片贏得希臘第四十八屆塞薩隆尼基國際電影節最佳影片金亞歷山大獎，以及澳洲第二屆亞太電影大獎評審員大獎。
蔡尚君第二部執導的電影是《人山人海》。每年威尼斯影展都會有一部「驚喜電影」，即在競賽單元影片公佈後新增的參賽片，2011年的驚喜電影就是《人山人海》。《人山人海》在內地拍攝、用的全是內地演員，但因審批未通過，只好以香港片身份參賽。而蔡尚君亦憑此片奪得最佳導演銀獅獎，以及法國南特三大洲國際電影節銀熱氣球獎。 他說獲獎是集體的功勞，也令他更加堅定自己的電影理想，不會在現實面前妥協。

## 观点
蔡尚君曾表示自己不太想做職業導演，只想把自己喜歡的拍了便已足夠。他認為自己是個劇本導演——文學上強，但影像方面未必可以自由駕馭。

### 對中國電影的看法
蔡尚君在威尼斯接受專訪時說，中國電影要獲得國際關注就必須能反映社會現狀、展現中國文化傳承。他認為中國電影真正的「走出去」就應該要做到「輸出價值觀」，即由電影潛移默化其他人的生活。他認為經濟發展只是一個國家實現富強的一個方面，只有中國文化具備真正的自信，電影等文化產業才可能真正「走出去」。
他認為電影應該反映導演「獨特的價值觀」，也要闡述「現代人不同生活面貌的獨特方式」。
蔡尚君也表示，中國電影無論從技術上還是觀念上都與好萊塢電影有差距，雖然中國電影不應完全倣效好萊塢，但好萊塢的確有不少「值得中國電影學習和借鑒的地方」。他說：「大陸審批都靠人治，血腥、暴力、情色肯定不行，連沖馬桶太大聲，都以『不健康』為由打回票。」蔡尚君認為中國應制定一套清晰明確的電影審查分級標準，好讓「合適的觀眾觀看合適的電影」。

## 作品

### 導演
- 2007年：《紅色康拜因》
- 2011年：《人山人海》
- 2017年：《冰之下》
- 2025年：《日掛中天》

### 編劇
- 1997年：《愛情麻辣燙》
- 1999年：《洗澡》
- 2005年：《向日葵》
- 2007年：《紅色康拜因》
- 2011年：《人山人海》

## 外部連結
- 蔡尚君在互联网电影资料库（IMDb）上的資料（英文）